# Provincia di Mayo-Kebbi Ovest
La provincia di Mayo-Kebbi Ovest è una delle province del Ciad. Il capoluogo è Pala. Prende il nome dal fiume Mayo Kébbi, che scorre nel suo territorio.

## Suddivisioni amministrative
La provincia è divisa nei seguenti dipartimenti:
| Dipartimento | Capoluogo | Comuni                            |
| ------------ | --------- | --------------------------------- |
| Lac Léré     | Léré      | Guégou, Lagon, Léré, Trené, Guelo |
| Mayo-Binder  | Binder    | Binder, Mboursou, Mbourao, Ribao  |
| Mayo-Dallah  | Pala      | Lamé, Pala, Torrock               |
| Gagal        | Gagal     | Gagal, Keni, Salmata              |

## Principali gruppi etnici
I principali gruppi etnici della regione di Mayo-Kebbi Ovest sono i Musey, Ngambay, Zimé, Mundang, Tupuri, Kerà.

## Condizioni ambientali
Clima subtropicale con piogge da maggio a settembre, gli altri mesi stagione secca.